# Sông Đại Đồng
Sông Đại Đồng là một sông lớn tại Cộng hòa Dân chủ Nhân dân Triều Tiên. Đầu nguồn sông phát xuất từ dãy núi Nangnim ở phía Bắc nước này. Sông sau đó chảy về phía Tây Nam và đổ vào vịnh Triều Tiên tại Nampho. Sông này chảy qua thủ đô Bình Nhưỡng của Cộng hòa Dân chủ Nhân dân Triều Tiên. Dọc theo sông có những công trình như tháp Chủ Thể (Juche) và quảng trường Kim Nhật Thành.
Sông dài khoảng 439 km và thường là khá sâu. Đây là sông dài thứ 5 tại bán đảo Triều Tiên và là sông dài thứ hai tại Triều Tiên. Bình Nhưỡng nằm cách xấp xỉ 110 km về phía trên của cửa sông. Do có lòng song sâu nhất định nên giao thông thủy cũng phát triển trên sông Đại Đồng; tàu lớn có thể theo sông vào đến 65 km trong nội địa, mặc dù vậy, hầu hết chúng đều dừng tại Songrim.

## Lịch sử
Kinh đô của Cao Câu Ly, mà nay nằm trên địa phận Bình Nhưỡng, nằm bên bờ sông Đại Đồng. nhiều di chỉ khảo cổ có niên địa từ thời đồ đá mới và đồ đồng đã được tìm thấy dọc sông, cũng như các di chỉ của Lạc Lãng quận nhà Hán, mà cuối cùng cũng bị Cao Câu Ly chinh phục. Lăng mộ Nakrang, được người Nhật khai quật khi họ đô hộ bán đảo, cho phát hiện thấy một nền văn minh từng phát triển mạnh mẽ tập trung quanh sông Đại Đồng.
Vào thời Triều Tiên thuộc Nhật, sông được gọi là Daidō, âm Hán Hòa của chữ Hán tương ứng. Sông cũng từng được gọi với cái tên "Pae".

## Đập và cầu
Năm 1986, chính quyền Cộng hòa Dân chủ Nhân dân Triều Tiên đã hoàn thành việc xây dựng đập nước Biển Tây (Hải Tây áp môn) dài 8 km, với ba cống và 36 cửa cống, tại đoạn sông Đại Đồng gần Namp'o. Đập đóng vai trò kiểm soát lũ lụt và để cung cấp nước tưới tiêu cho vùng đất mới cải tạo tại vịnh Triều Tiên. Đập đã làm giảm khả năng tự làm sạch của sông và ô nhiễm có xu hướng tập trung trên sông. Các đạp khác, như Nhà máy thủy điện Nyongwon, được xây dựng để cung cấp nguồn điện năng cho đất nước.
Tại Bình Nhưỡng, có 6 cây cầu bắc qua sông Đại Đồng, trong đó có cầu Okryu, cầu Rungra, và cầu Taedong.

## Hình ảnh

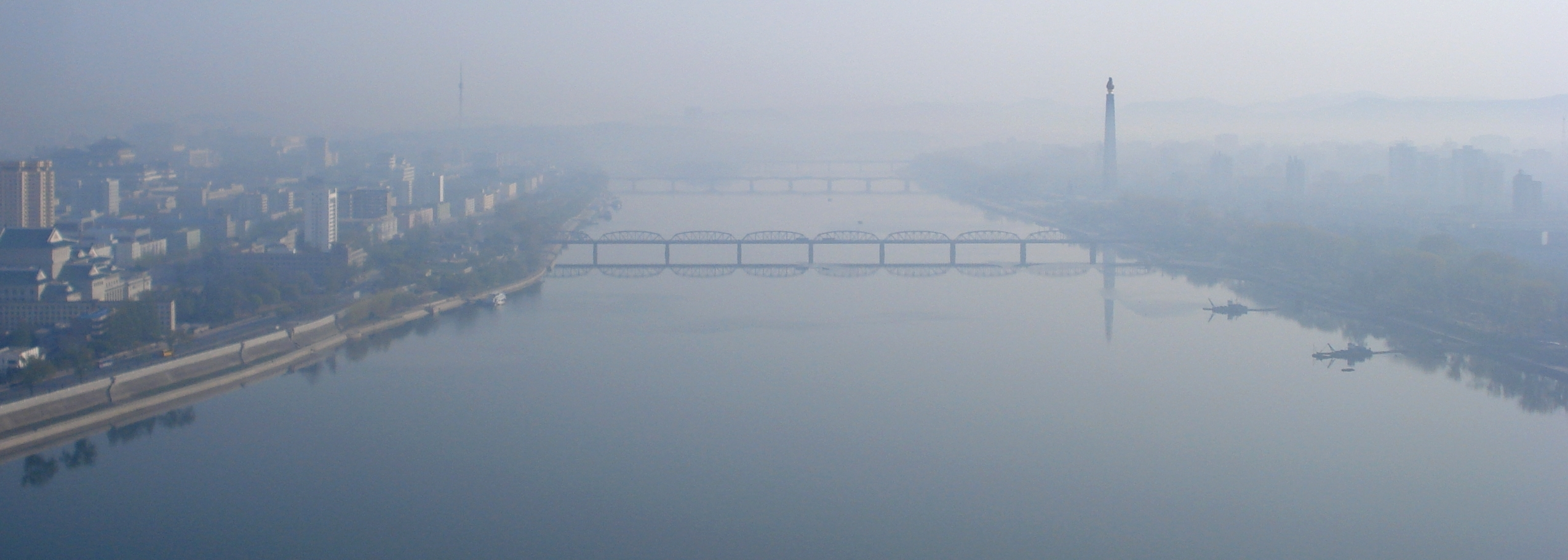
Sông Đại Đồng tại Bình Nhưỡng
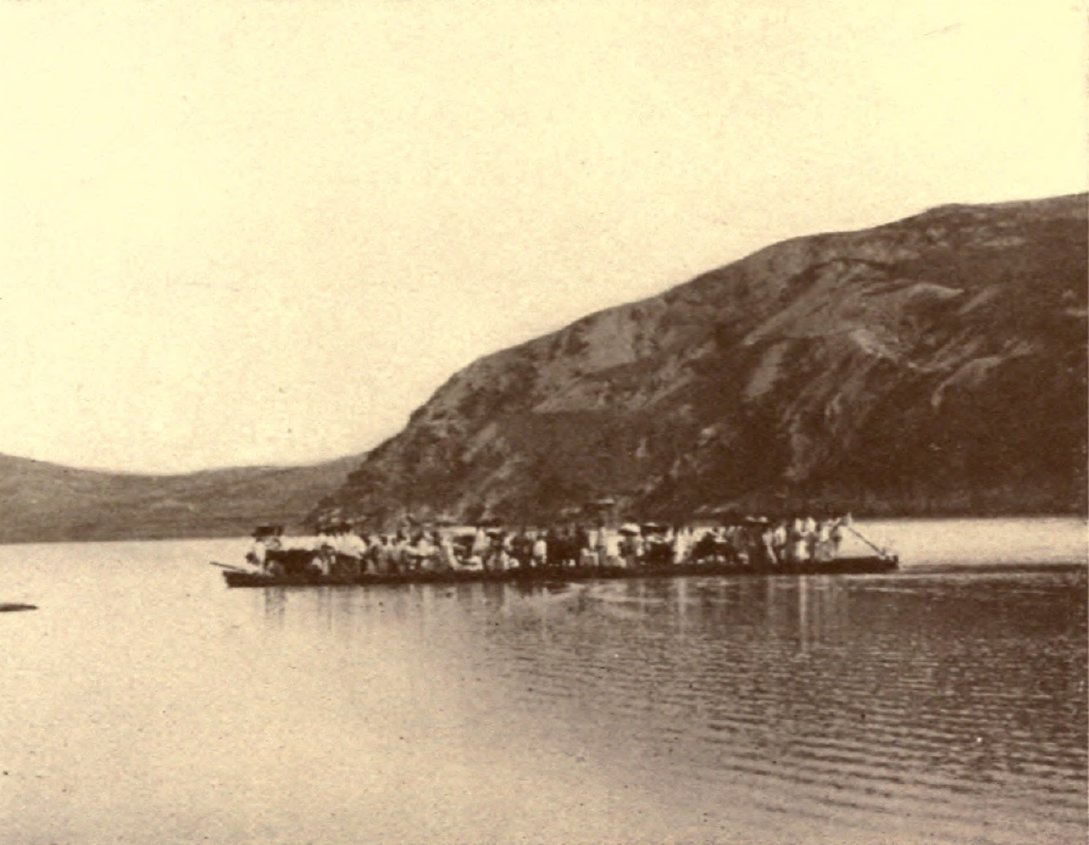
Sông Đại Đồng năm 1889
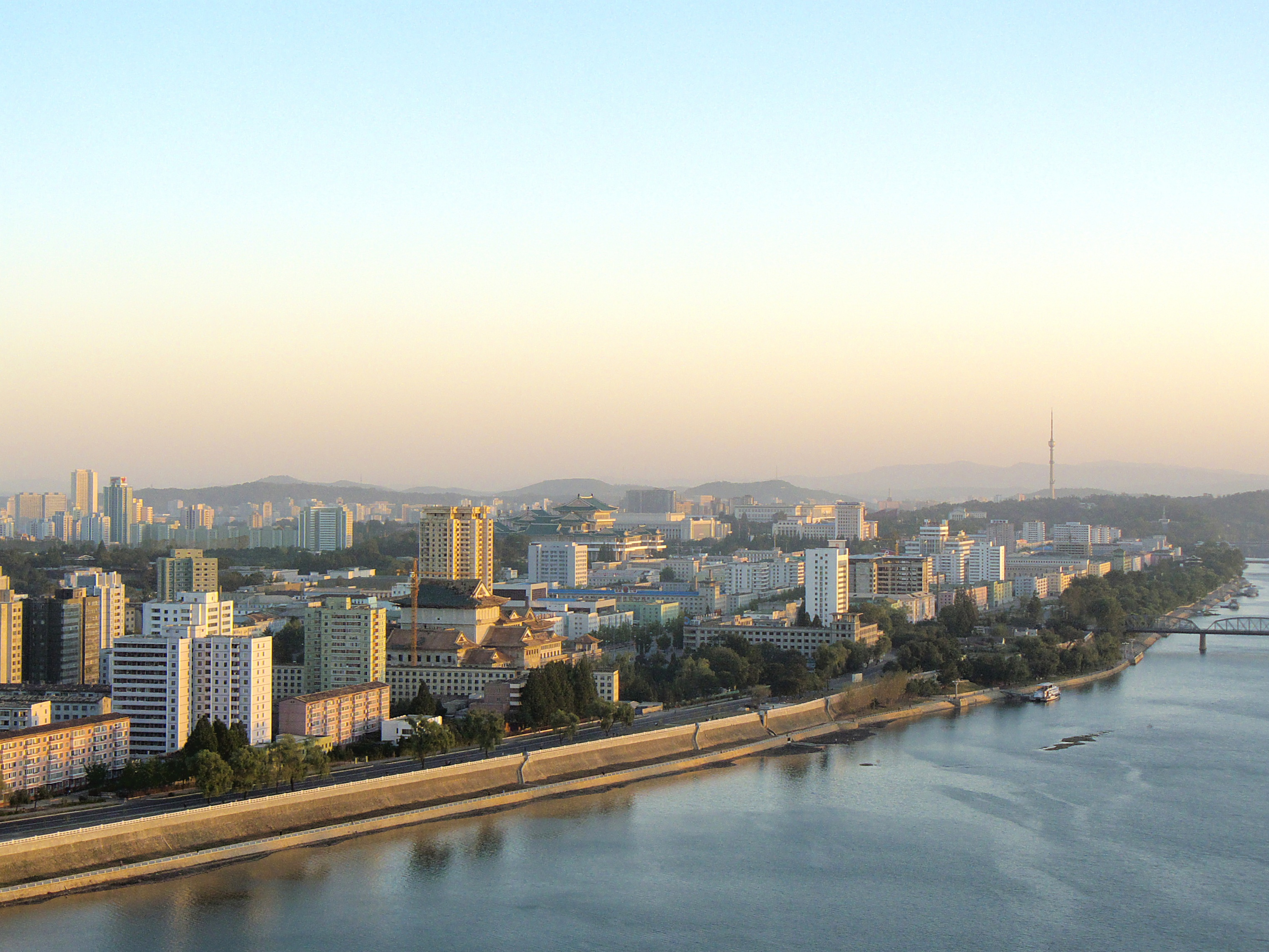
Sông Đại Đồng tại Bình Nhưỡng
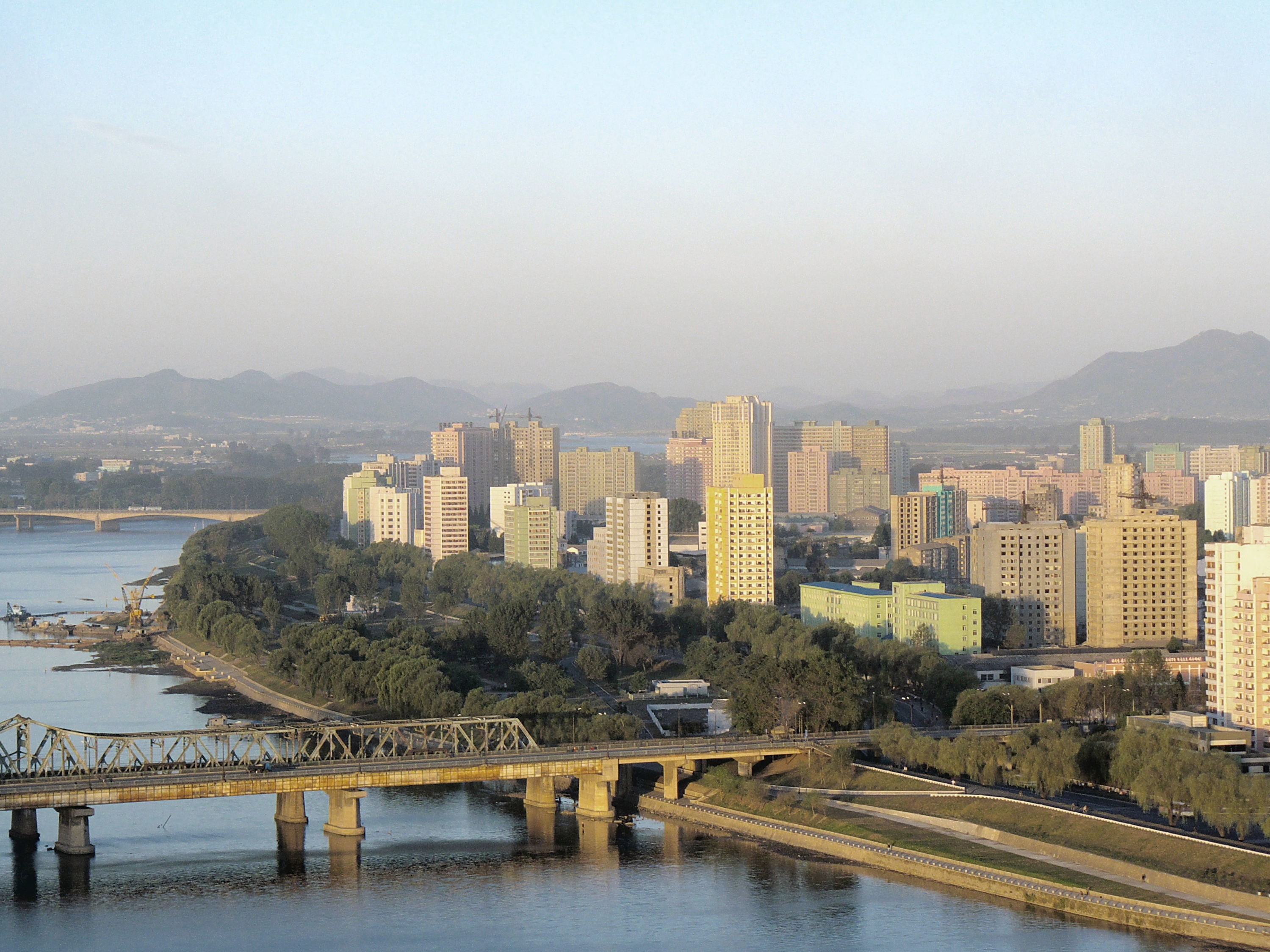
Sông Đại Đồng tại Bình Nhưỡng
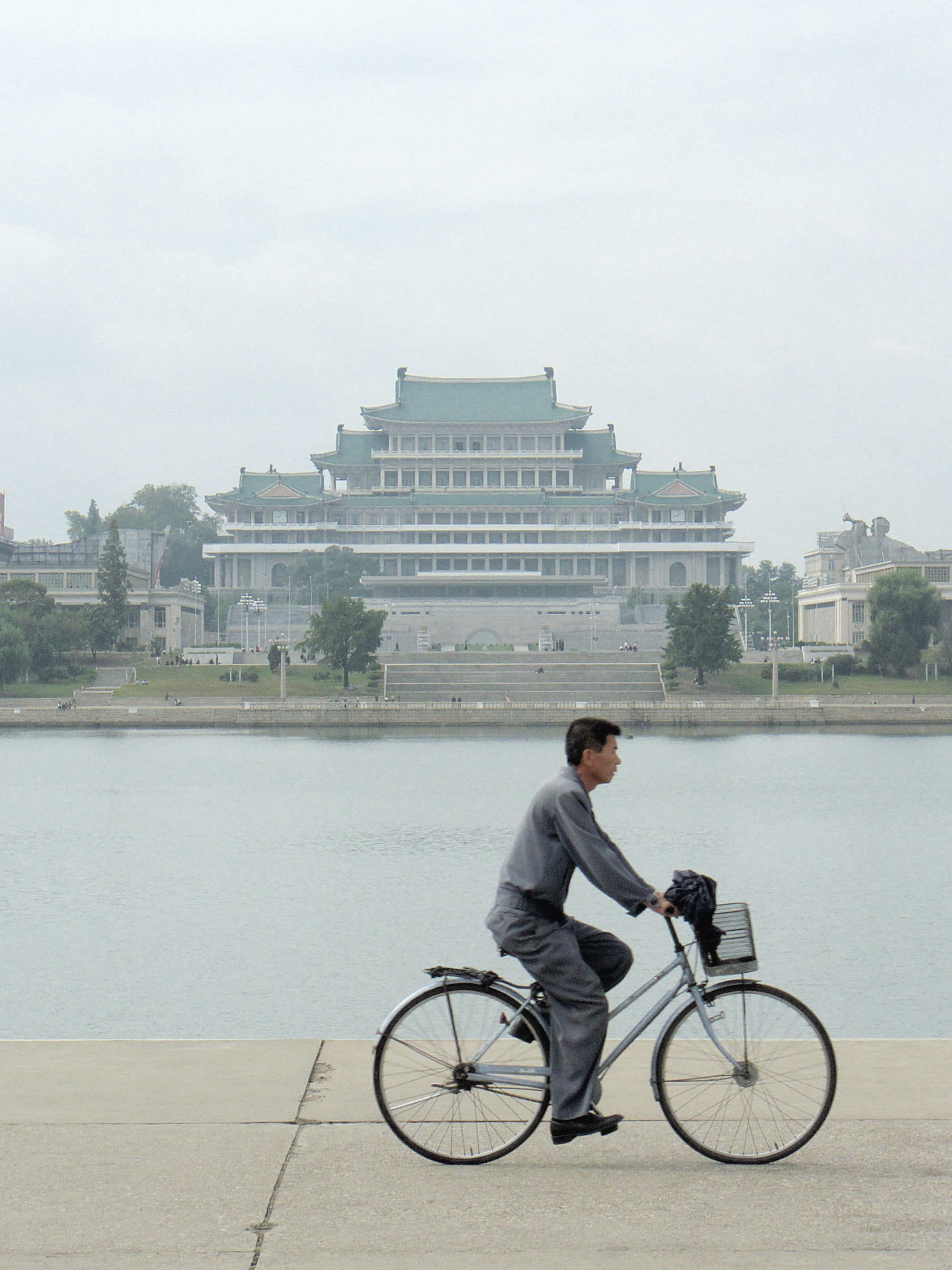
Đại học tập đường Nhân dân bên sông Đại Đồng
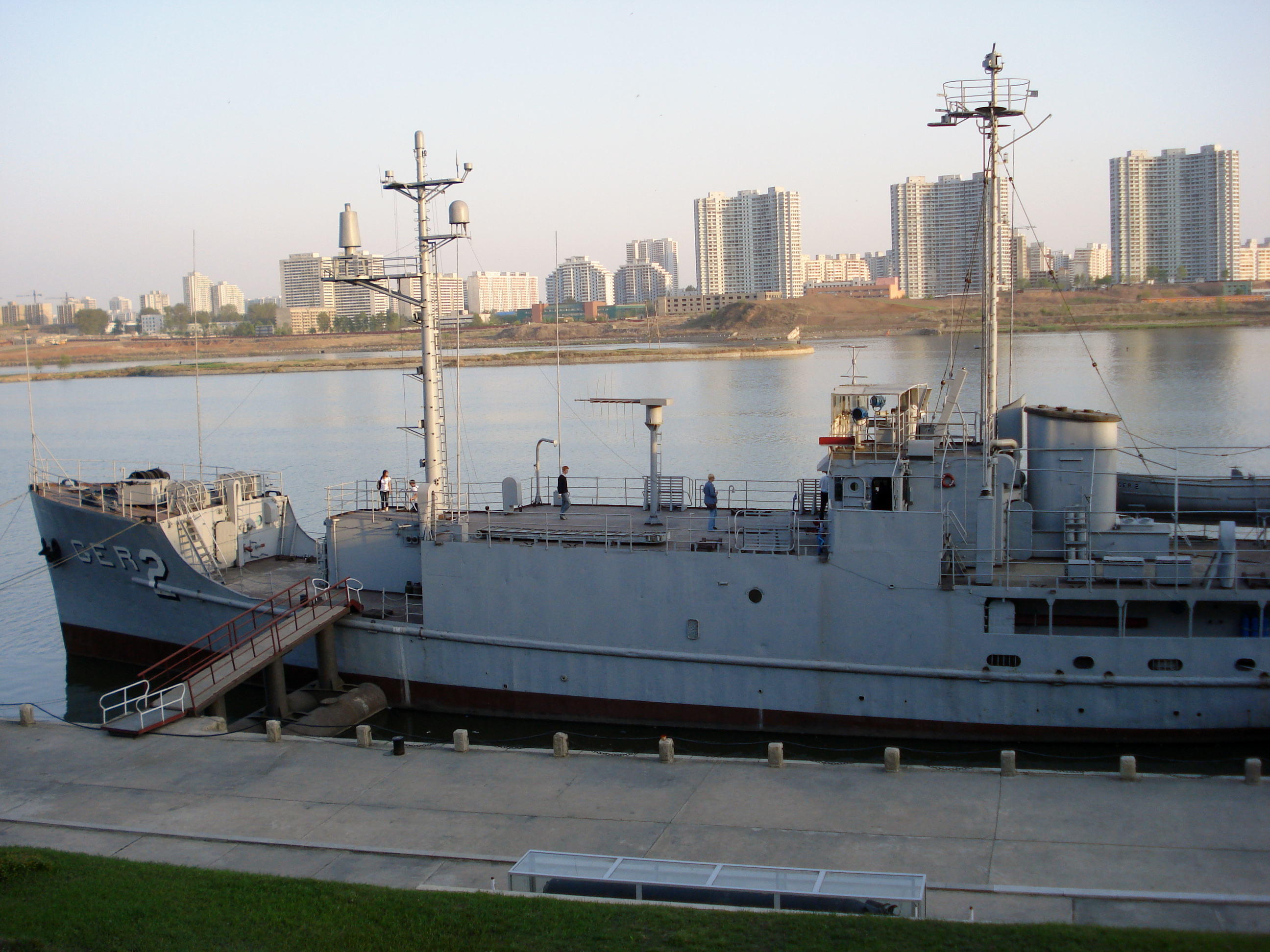
USS Pueblo (AGER-2) trên sông Đại Đồng
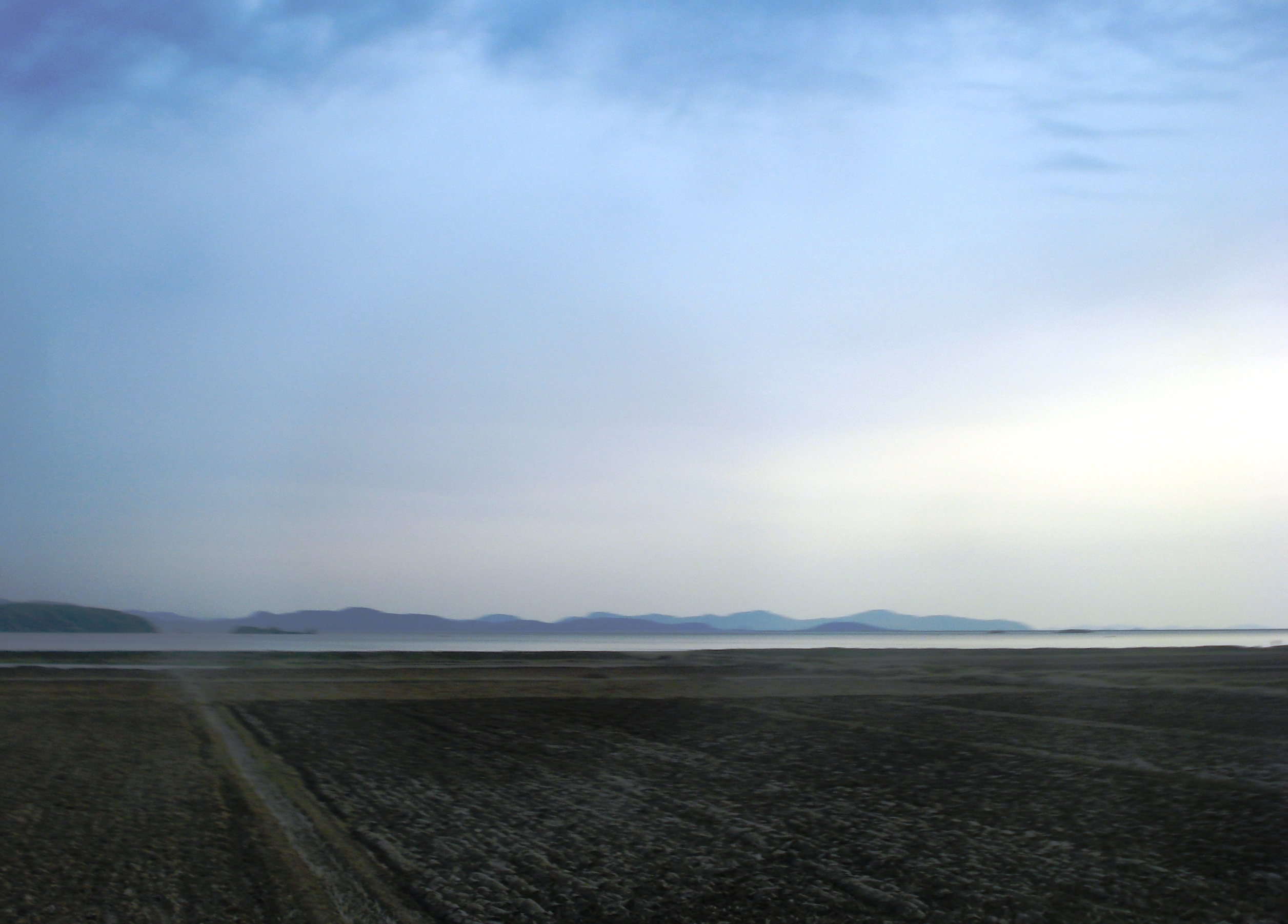
Sông Đại Đồng tại Nampho